# Мадридський турнір 1575
Мадридський турнір 1575 — серія зустрічей іспанських шахістів (Руй Лопес де Сеґура та Альфонсо Серон) проти італійських (Джованні Леонардо да Кутро і Паоло Бої) при дворі Філіппа II в Мадриді 1575 року. Іспанці зазнали поразок від італійських гостей, що символізувало перехід центру європейських шахів від Іспанії, яка була провідною шахової державою XVI сторіччя, до Італії, чиї гравці були найсильнішими в Європі у XVII столітті.
Фактично це був перший в історії шахів міжнародний турнір, оскільки збереглися джерела, що підтверджують його проведення та участь у ньому провідних шахістів Іспанії та Італії того часу.